# Pannello composito in alluminio

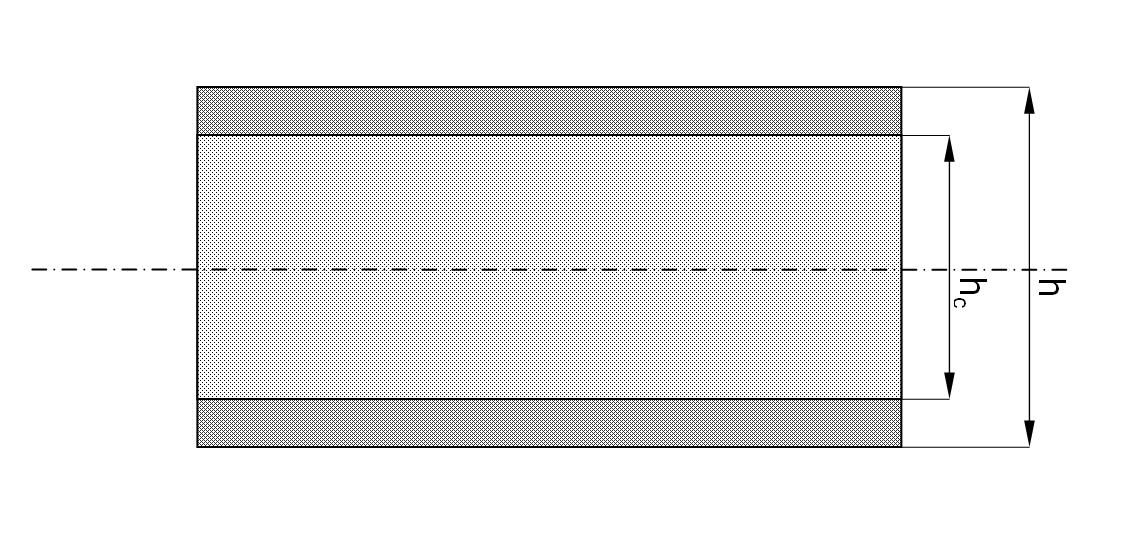
Struttura di un pannello a sandwich: uno spesso nucleo centrale polimerico è racchiuso esternamente da sottili lamine metalliche (pelli)

Un pannello composito in alluminio è un materiale composito con struttura a sandwich, costituito da due lamine di alluminio esterne di basso spessore (dette pelli), legate a caldo (laminazione a caldo) su uno strato centrale più spesso (nucleo, o core) costituito da materiale sintetico, come, ad esempio, il polietilene a bassa densità (LDPE). 
I pannelli possono essere tagliati, sagomati, piegati e assemblati per usi che riguardano principalmente il settore edilizio, il design architettonico e la progettazione d'interni (rivestimenti architettonici, facciate ventilate, ecc.), la cartellonistica (grazie anche all'utilizzabilità diretta come supporto di stampa fotografica), la realizzazione di stand espositivi, l'industria pubblicitaria, l'industria del mobile, ecc.

## Caratteristiche

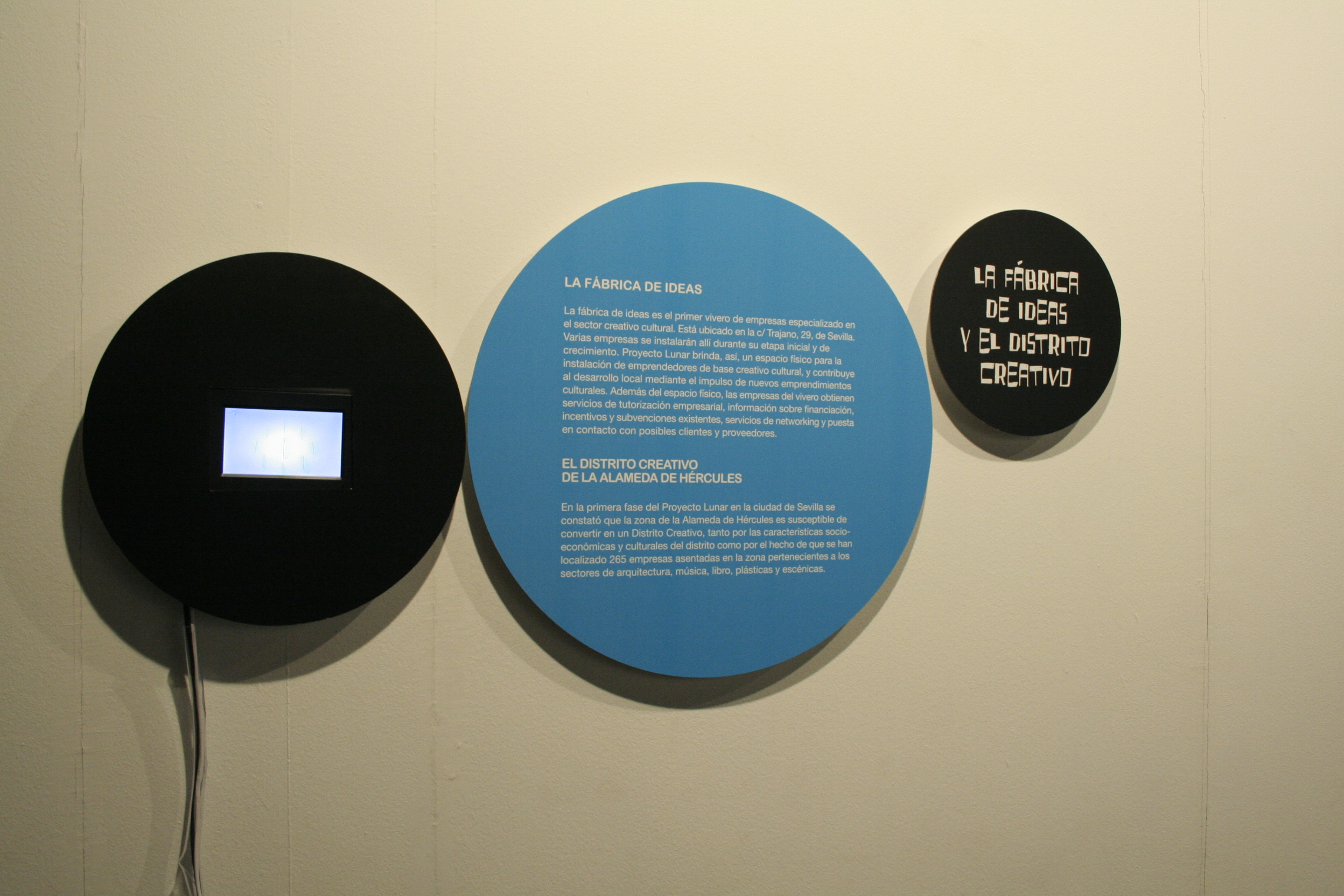
Utilizzo nella segnaletica in ambienti pubblici

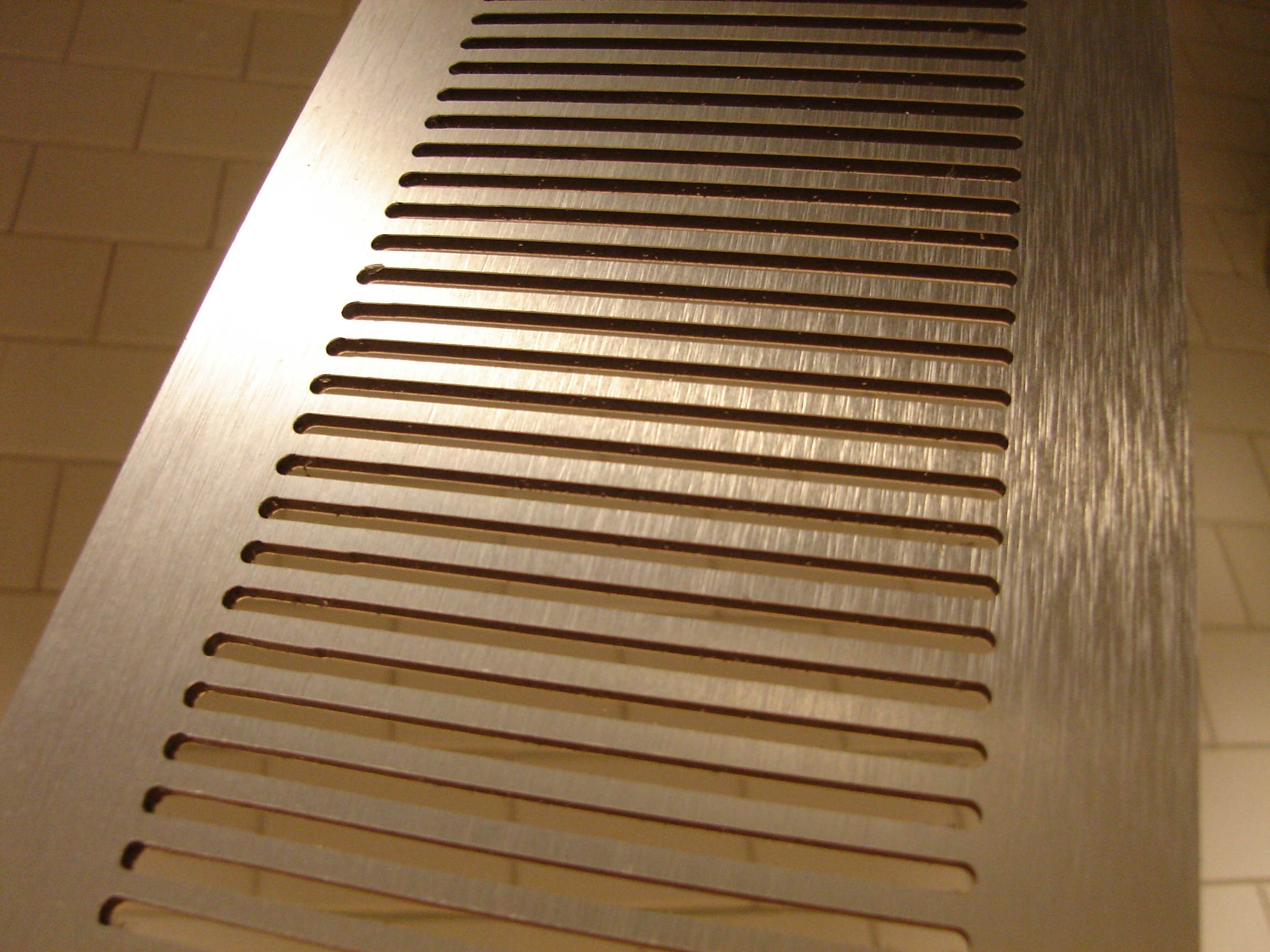
Pannello lavorato con macchine a controllo numerico

Rispetto a lamiere costituite in alluminio a tutta massa, i pannelli presentano vantaggi tipici dei materiali compositi. Tra questi vi è l'assenza di risonanze acustiche, da cui sono affette invece le lamiere metalliche, il minor consumo di lega nobile, sostituita per buona parte dal nucleo sintetico, e il conseguente minor peso. I pannelli hanno un'alta planarità, secondo gli standard tipicamente raggiungibili con tecniche di laminazione,
Altri vantaggi sono legati alle diverse tecniche di taglio, piegatura e sagomatura, che si rendono applicabili ai pannelli compositi, rispetto alle lamiere integrali. Alcune di queste tecniche rendono possibile anche la semplice predisposizione della piegatura, da effettuarsi a mano, al momento della posa in opera, il che rende possibile il trasporto dei pannelli nella meno ingombrante forma planare. 
Tra gli svantaggi va annoverato il costo che, nonostante il ridotto impiego di alluminio, parzialmente sostituito dal nucleo polimerico, rimane comunque abbastanza sostenuto a causa delle tecniche di lavorazione. 
Altro svantaggio è costituito dalla più difficile riciclabilità rispetto ai pannelli interamente in metallo, dovuta al particolare accoppiamento.

## Produzione

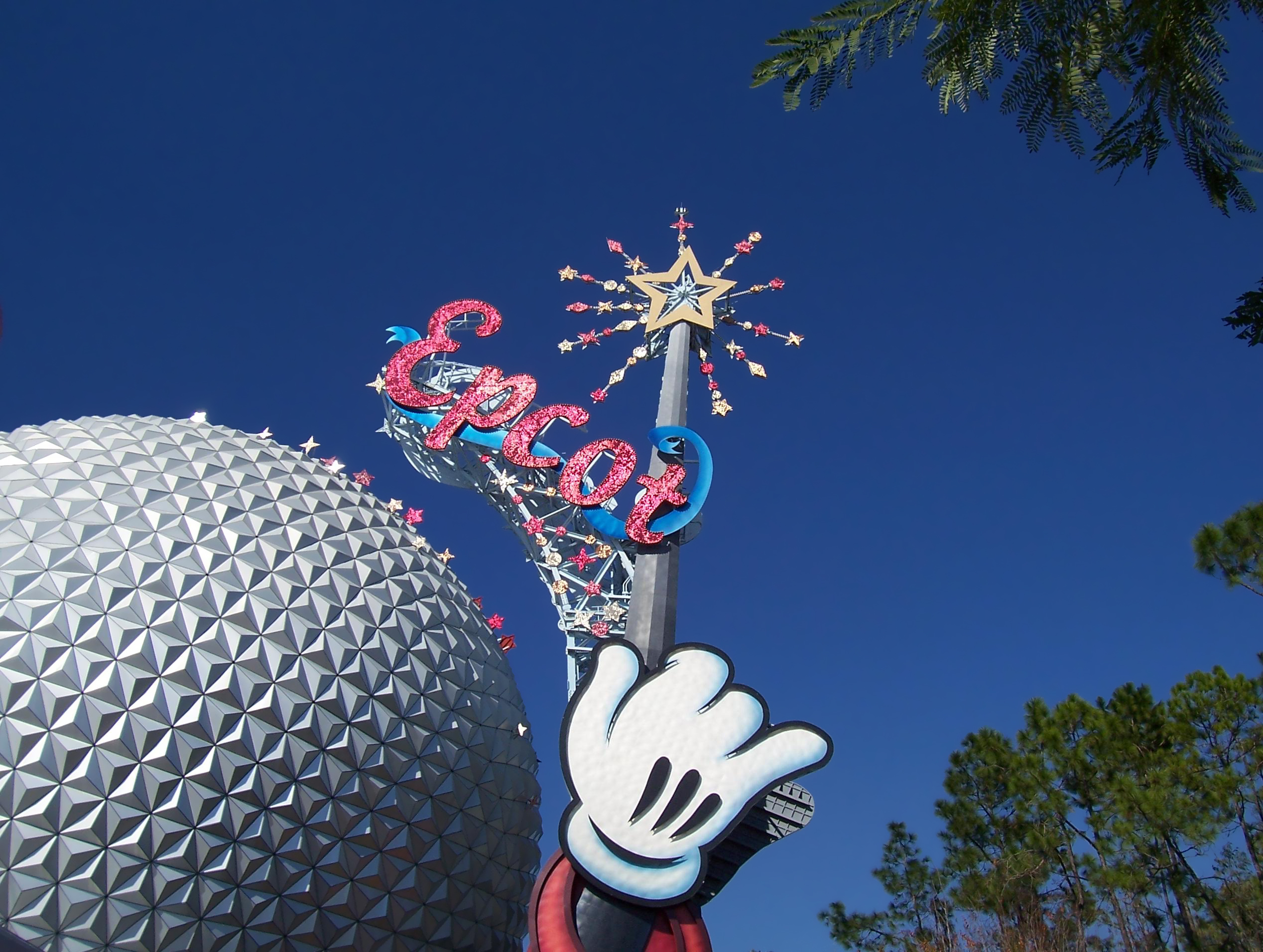
Pannellatura della superficie bugnata della sfera geodetica della astronave Earth a Epcot, Walt Disney World Resort (in AlucoBond)

I pannelli di compositi in alluminio sono distribuiti sotto vari nomi commerciali, in tagli e spessori variabili. I diversi spessori sono ottenuti variando unicamente lo spessore dello strato centrale e lasciando invariato lo spessore delle due lamine esterne in alluminio. I pannelli sono prodotti, ad esempio, nelle dimensioni lineari di 1000, 1250 e 1500 mm. Spessori tipici sono 3, 4 o 6 mm per il pannello e 0,5 mm per le lamine in alluminio.
Le lamine di alluminio sono preventivamente trattate con uno strato di Kynar (polivinildenfluoruro - PVDF), una vernice molto durevole, in grado di resistere per oltre 20 anni agli agenti atmosferici e disponibile in vari colori.
Grazie al processo di laminazione attraverso cui il materiale è ottenuto, la superficie dei pannelli è estremamente piatta e l'ondulazione ridotta al minimo.

## Lavorazione e post-formatura

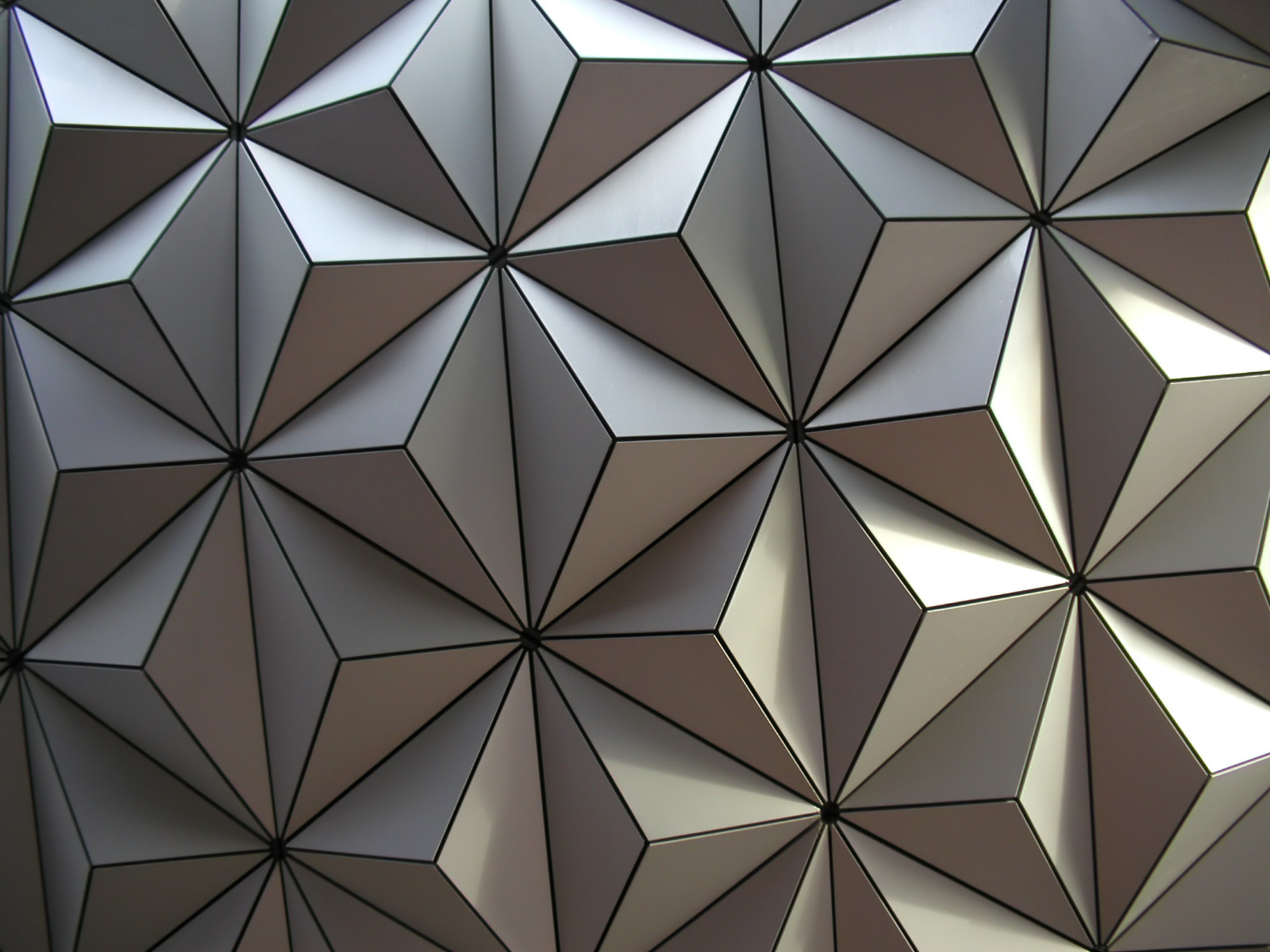
Particolare dell'assemblaggio dei pannelli della superficie bugnata dell'astronave Earth a Epcot

### Curvatura con pressa o con calandra
I pannelli possono essere anche curvati con l'uso di presse: in questo caso, il costruttore indica come raggiungibile un raggio di curvatura minimo pari a 10 volte lo spessore del pannello (con il pannello di spessore minimo, 3 mm, si raggiungono raggi minimi di curvatura di 30 mm). 
La piegatura si può ottenere anche per calandratura, mediante l'impiego di una calandra a 3 o 4 rulli.

#### Pressatura e calandratura: svantaggi
Queste tecniche di piegatura richiedono la disponibilità di specifiche macchine utensili. Inoltre, la dimensionatura ottenibile per i pannelli curvati è limitata dalle dimensioni massime trattabili dagli specifici macchinari utilizzabili. Infine, esse permettono la realizzazioni di curvature ma non di piegature ad angolo vivo. Queste limitazioni possono essere superate da più semplici tecniche di piegatura a mano.

### Piegatura e formatura a mano
I pannelli possono essere formati a mano, senza uso di presse, fino a ottenere angoli di 90° (o anche più acuti), mediante piegatura condotta in corrispondenza di solchi ottenuti tramite fresatura. I profili di fresatura utilizzabili sono due, triangolare e rettangolare. 

#### Fresatura a V

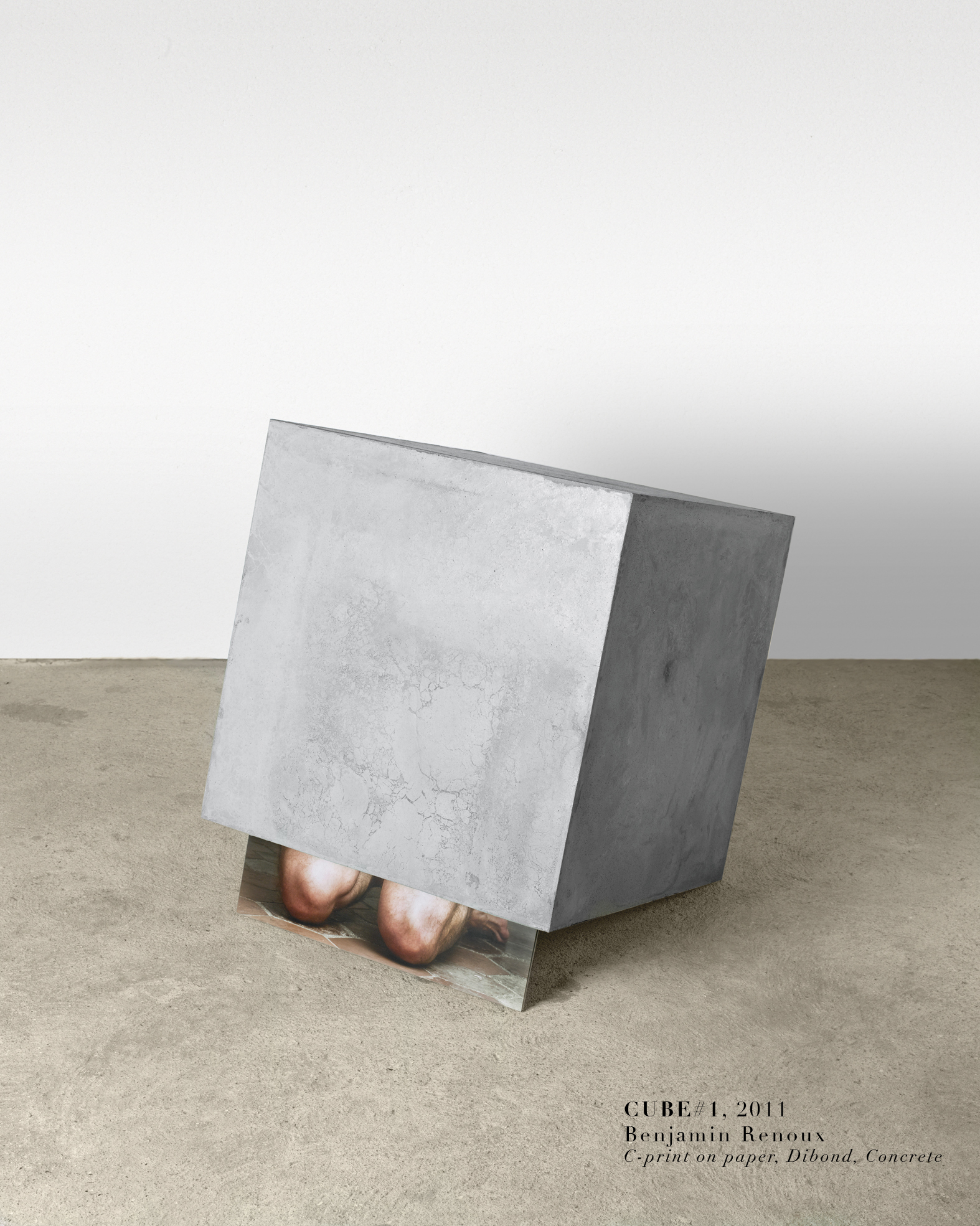
Installazione artistica

Occorre praticare una fresatura sul lato opposto del foglio, con fresa a disco o a candela, seguendo la linea (o le linee) su cui si vuole la piegatura: la fresatura rimuove l'alluminio e parte del materiale del nucleo in plastica; di quest'ultimo viene risparmiato uno strato spesso 0,8 mm. L'angolo (α) della V con cui è stata condotta la fresatura determina l'angolo di piegatura, pari a 180° - α: ad esempio, per ottenere una piegatura a 45° il profilo a V dovrà essere di 135°. Dopo questa preparazione, la piegatura avviene facilmente a mano, in corrispondenza delle linee così tracciate.

#### Fresatura con profilo rettangolare
La tecnica è simile alla precedente, ma la fresatura ricava un profilo rettangolare, largo 14 millimetri. L'operazione rimuove il foglio interno di alluminio e salvaguarda il nucleo in plastica per uno spessore di 1,5 mm. Piegando lungo le linee fresate si può ottenere una piegatura fino a 150°, variabile a seconda dello spessore del pannello.

#### Vantaggi della fresatura
Rispetto alle tecniche convenzionali di piegatura di lamiere metalliche, con presse o calandre, la fresatura presenta il vantaggio di permettere piegature su linee lunghe a piacere, senza sottostare alle limitazioni di lunghezza delle apparecchiature. Inoltre, il materiale preventivamente fresato può essere lasciato nella originaria forma planare fino all'atto della messa in opera, rendendo minimo l'ingombro e agevolando lo stoccaggio e il trasporto. La piegatura, infatti, può essere effettuata a mano, senza strumenti, al momento della messa in opera.

### Saldatura

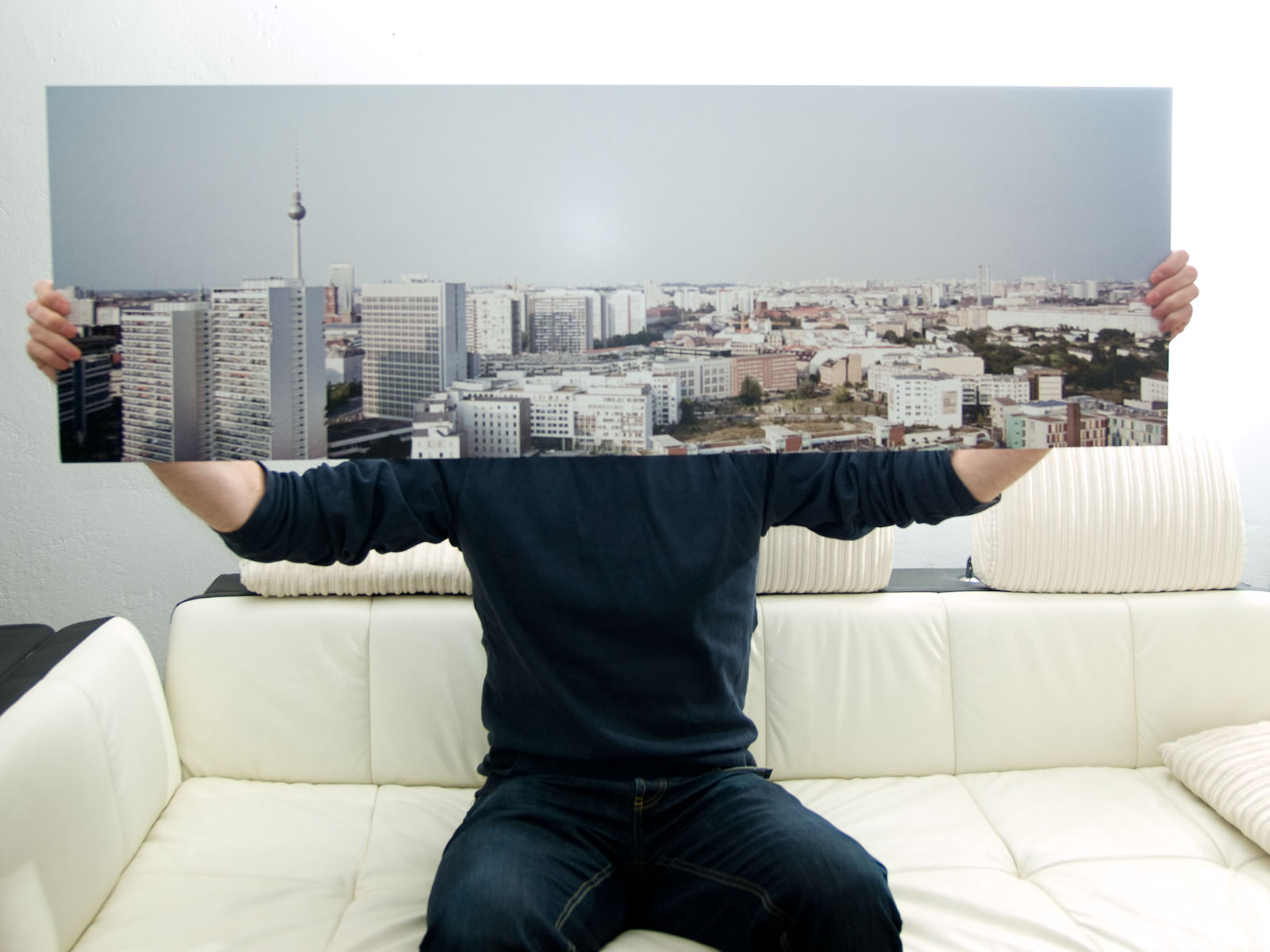
Stampa fotografica

Qualora non siano richieste resistenze strutturali, i pannelli, preventivamente tagliati, possono essere uniti tra loro con filo di apporto in polietilene e l'utilizzo di una saldatrice ad aria calda che riscalda sia il nucleo del materiale, sia il filo di polietilene. La saldatura deve avvenire a meno di 24 ore dal taglio dei pannelli, in modo da prevenire la formazione di uno strato superficiale di ossido sulla parte del nucleo in polietilene rimasta scoperta in corrispondenza del taglio, e per questo motivo esposta all'atmosfera. Per lo stesso motivo, prima di procedere alla saldatura, il filo di apporto deve essere preventivamente smerigliato per rimuovere, mediante abrasione, lo strato di ossido formatosi in superficie.

### Incollaggio
La pannellatura può essere realizzata anche con incollaggio, attraverso colle per metalli, siliconi e colle universali a reazione neutra, adesivi poliuretanici, adesivi a film in PVB, ecc. Il materiale scelto deve essere adeguato all'uso richiesto (prestazioni di tenuta ed eventuale utilizzo in esterni). Ne caso in cui i pannelli siano incollati in sovrapposizione unilaterale a materiali con differenti proprietà fisiche, va tenuto conto di possibili deformazioni, dovute a diversi coefficienti di dilatazione termica (ad esempio, nel contatto bimetallico). Nell'incollaggio di taglio, bisogna tener conto della mancanza di presa del collante sul nucleo polimerico.
Quando sono richieste basse prestazioni di resistenza alla trazione e al taglio, possono essere usati nastri biadesivi o nastri a cerniera reversibili, del tipo Velcro.

## Rivestimenti architettonici in pannelli sottili

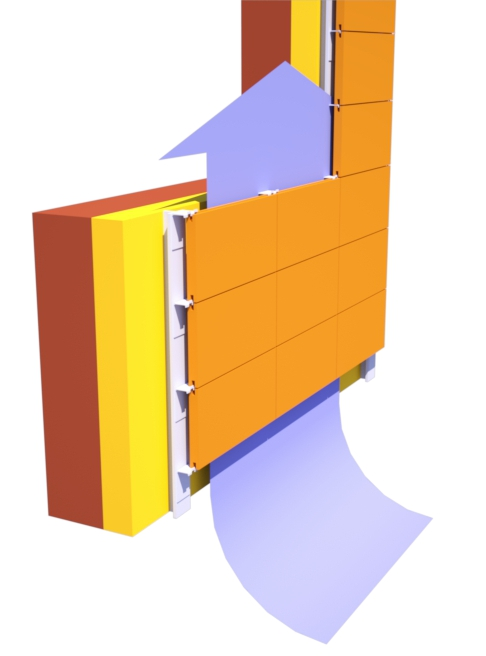
Esempio di pannellatura di rivestimento architettonico del tipo "facciata ventilata"

Uno degli usi più frequenti, iniziato negli Stati Uniti e diffusosi poi in altri paesi, come l'Italia, è quello del rivestimento architettonico. Si tratta comunque di una destinazione non specifica per i pannelli compositi in alluminio, ma comune ad altri rivestimenti in pannelli più o meno sottili (ad esempio, laminati plastici, pannelli ceramici e laterizi, ecc.). Pertanto, quanto segue, si può estendere, più in generale, anche all'uso di pannelli di altro tipo, ivi incluse le lamiere metalliche, purché con caratteristiche adatte allo scopo richiesto. 
I pannelli vengono posati su murature, su strutture e pilastri in cemento armato o in altro materiale, su supporti o orditure metalliche. I modi sono diversi: 
- Il fissaggio tradizionale è quello che avviene direttamente sulla struttura, mediante incollaggio o mediante appositi sistemi di fissaggio, come tasselli o apposite zanche[8].
- Più innovativo è il fissaggio indiretto, in cui i pannelli sono applicati a una struttura indipendente dal supporto, costituita da un'orditura metallica[8]. Il metallo, tipicamente l'acciaio[8], dovrà essere specificamente scelto o trattato in funzione della destinazione d'uso (ad esempio, interno o esterno). Il fissaggio all'orditura avverrà con viti, tasselli, rivetti, sistemi lineari con aggancio a scatto, ecc.

In entrambi i casi, il pannello può essere fatto aderire strettamente al supporto murale, o mantenuto a conveniente distanza, in modo da permettere la circolazione naturale dell'aria nell'intercapedine così formato per effetto di moti convettivi. In quest'ultimo caso si parla di facciata ventilata (o parete ventilata).